# Warburger Vereinbarung
Die Warburger Vereinbarung ist eine Rahmenvereinbarung über den Naturschutz des Waldes in Nordrhein-Westfalen. Die Vereinbarung wurde zwischen dem NRW-Landesministerium für Umwelt, Raumordnung und Landwirtschaft, dem Waldbauernverband Nordrhein-Westfalen e.V. sowie dem Waldbesitzerverband der Gemeinden, Gemeindeverbände und öffentlich-rechtlichen Körperschaften in Nordrhein-Westfalen e.V. am 11. August 1994 abgeschlossen. Die Hauptpunkte der Warburger Vereinbarung sind, für Fälle, in denen durch Naturschutzmaßnahmen im Wald Belastungen für die betroffenen Waldbesitzer entstehen, einen finanziellen Ausgleich zu schaffen sowie Interessenskonflikte durch die Zusammenarbeit aller Vereinbarungspartner zu lösen.